# Goleniowska Mila Niepodległości

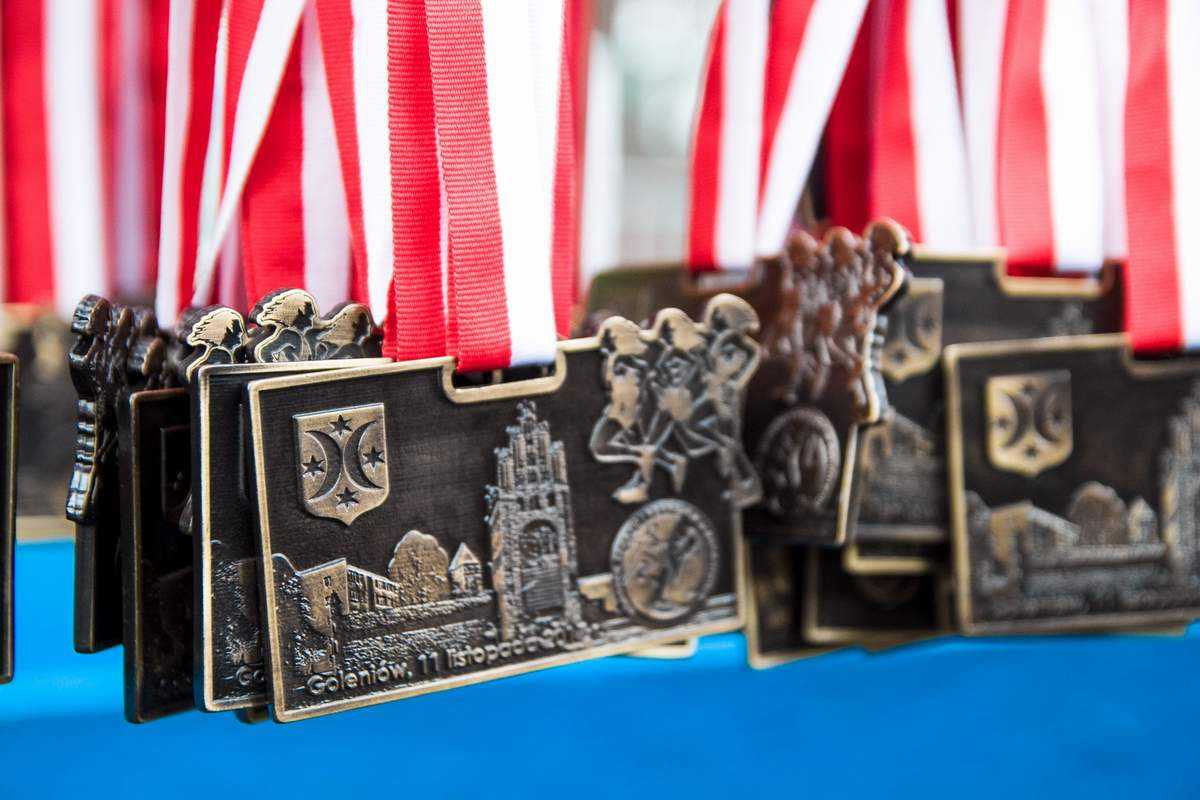
Zdjęcie medali Goleniowskiej Mili Niepodległości

Goleniowska Mila Niepodległości – jedna z najstarszych imprez biegowych w Polsce upamiętniające Narodowe Święto Niepodległości, rozgrywana w Goleniowie od 1989 roku. W 2018 roku impreza odbyła się po raz 30. 

## Historia
Jedenastego listopada 1989 roku w wolnej Polsce po raz pierwszy w Goleniowie została zorganizowana impreza biegowa pod nazwą Goleniowska Mila Niepodległości. Celem głównym tych biegów było uczczenie rocznicy Odzyskania Niepodległości przez Polskę, poprzez organizację imprezy biegowej dla dzieci, młodzieży i dorosłych. Od tamtej daty wszystkie kolejne rocznice Odzyskania Niepodległości przez Polskę w Goleniowie obchodzone są na biegowo. Wraz z warszawskimi biegami Goleniów organizuje je nieprzerwanie od 31 lat. Są to najstarsze biegi w Polsce upamiętniające dzień Narodowego Święta Niepodległości.
Mila z małej, lokalnej, amatorskiej, spontanicznie organizowanej imprezy przekształciła się w pełni profesjonalną imprezę biegową, w której co roku bierze udział kilka tysięcy osób.
W 2020 roku w związku z pandemią COVID-19 impreza odbyła się w formie biegów wirtualnych.

## Biegi i dystanse
W skład Goleniowskiej Mili wchodzą: bieg na dystansie 300 m (dla przedszkolaków), bieg na dystansie 1 mili (dla uczniów szkół podstawowych i ponadgimnazjalnych), bieg na dystansie 1 mili w kategorii "Open" o Puchar Burmistrza Gminy Goleniów oraz bieg na 10 km.

## Zwycięzcy

### Goleniowska Mila Niepodległości

#### Mężczyźni
| Rok  | Imię i nazwisko              | Kraj/Klub                    | Czas    |
| ---- | ---------------------------- | ---------------------------- | ------- |
| 2023 | Michał Groberski             | UKS Barnim Goleniów          | 0:04:17 |
| 2022 | Michał Groberski             | UKS Barnim Goleniów          | 0:04:21 |
| 2021 | Michał Rozmys                | UKS Barnim Goleniów          | 0:04:22 |
| 2020 | Nie odbył się z powodu Covid |                              |         |
| 2019 | Daniel Adamski               | Raz Szczecin                 | 0:04:44 |
| 2018 | Marcin Lewandowski           | CWZS Zawisza Bydgoszcz       | 0:04:14 |
| 2017 | Marcin Lewandowski           | CWZS Zawisza Bydgoszcz       | 0:04:20 |
| 2016 | Marcin Lewandowski           | CWZS Zawisza Bydgoszcz       | 0:04:18 |
| 2015 | Volodymyr Kutys              | Ukraina                      | 0:04:17 |
| 2014 | Marcin Lewandowski           | SL WKS Zawisza Bydgoszcz     | 0:04:14 |
| 2013 | Marcin Lewandowski           | SL WKS Zawisza Bydgoszcz     |         |
| 2012 | Marcin Lewandowski           | Zawisza Bydgoszcz            |         |
| 2011 | Marcin Lewandowski           | UKL Ósemka Police            |         |
| 2010 | Marcin Lewandowski           | WKS Zawisza Bydgoszcz        |         |
| 2009 | Marcin Lewandowski           | UKL Ósemka Police            |         |
| 2008 | Leszek Zblewski              | REMUS Kościerzyna            |         |
| 2007 | Leszek Zblewski              | REMUS Kościerzyna            |         |
| 2006 | Leszek Zblewski              | REMUS Kościerzyna            |         |
| 2005 | Michał Bernardelli           | KS Warszawianka              |         |
| 2004 | Mirosław Formela             | Sporting Międzyzdroje        |         |
| 2003 | Mirosław Formela             | Sporting Międzyzdroje        |         |
| 2002 | Leszek Zblewski              | KS. Warszawianka             |         |
| 2001 | Leszek Zblewski              | KS. Warszawianka             |         |
| 2000 | Leszek Zblewski              | KS. Warszawianka             |         |
| 1999 | Leszek Zblewski              | KS. Warszawianka             |         |
| 1998 | Luciano Di Pardo             | Sporting-Bosman Międzyzdroje |         |
| 1997 | Leszek Zblewski              | Oleśniczanka Befesta         |         |
| 1996 | Leszek Zblewski              | Oleśniczanka Befesta         |         |
| 1995 | Jan Zakrzewski               | WKS Oleśniczanka             |         |
| 1994 | Robert Szych                 | Budowlani Szczecin           |         |
| 1993 | Robert Szych                 | Budowlani Szczecin           |         |
| 1992 | Robert Szych                 | Budowlani Szczecin           |         |
| 1991 | Robert Szych                 | Budowlani Szczecin           |         |
| 1990 | Mariusz Staniszewski         | Buk, Wałcz                   |         |
| 1989 | Dariusz Strzeszewski         | JW 3453                      |         |

#### Kobiety
| Rok  | Imię i nazwisko              | Kraj/Klub               | Czas    |
| ---- | ---------------------------- | ----------------------- | ------- |
| 2023 | Beata Topka                  | UKS Barnim Goleniów     | 0:04:48 |
| 2022 | Martyna Galant               | OŚ AZS Poznań           | 0:04:47 |
| 2021 | Natalia Gulczyńska           | RAZ Szczecin            | 0:05:00 |
| 2020 | Nie odbył się z powodu Covid |                         |         |
| 2019 | Oliwia Sarnecka              | MKL Szczecin            | 0:05:04 |
| 2018 | Natalia Gulczyńska           | MKL Szczecin            | 0:05:08 |
| 2017 | Oliwia Sarnecka              | Szczecin                | 0:05:11 |
| 2016 | Eliza Lenartowicz            | WMLKS Pomorze Stargard  | 0:05:11 |
| 2015 | Angelika Cichocka            | SKLA Sopot              | 0:04:52 |
| 2014 | Aleksandra Hołda             | MKL Maraton Świnoujście | 0:05:07 |
| 2013 | Sofia Ennaoui                | LKS LUBUSZ Słubice      |         |
| 2012 | Aleksandra Jakubczak         | Agros Zamość            |         |
| 2011 | Zita Kacser                  | Węgry                   |         |
| 2010 | Natalia Slednikova           | Rosja                   |         |
| 2009 | Marzena Kłuczyńska           | AZS Poznań              |         |
| 2008 | Aleksandra Jakubczak         | KS Agros Zamość         |         |
| 2007 | Karolina Jarzyńska           | KS Piętka Katowice      |         |
| 2006 | Dorota Ustianowska           | Częstochowa             |         |
| 2005 | Justyna Lesman               | Piętka Poznań           |         |
| 2004 | Justyna Lesman               | Olimpia Poznań          |         |
| 2003 | Galina Karnacewicz           | Białoruś                |         |
| 2002 | Lidia Chojecka               | Pogoń Siedlce           |         |
| 2001 | Grażyna Syrek                | Olimpia Poznań          |         |
| 2000 | Małgorzata Jamróz            |                         |         |
| 1999 | Anna Jakubczak               | SKRA Warszawa           |         |
| 1998 | Renata Paradowska            | ERIS Piaseczno          |         |
| 1997 | Renata Paradowska            | ERIS Piaseczno          |         |
| 1996 | Grażyna Syrek                | AZS AWF Kraków          |         |
| 1995 | Małgorzata Rydz              | Częstochowa             |         |
| 1994 | Anna Szymańska               | AZS Poznań              |         |
| 1993 | Ewa Zając                    | Goleniów                |         |
| 1992 | Krystyna Wegnerowska         | Goleniów                |         |
| 1991 | Anna Król                    | LKS Pomorze Stargard    |         |
| 1990 | Irina Hulanicka              | TKKF Piaski             |         |
| 1989 | Anna Szymańska               | Goleniów                |         |

### Bieg na dystansie 10 km

#### Mężczyźni
| Rok  | Imię i nazwisko              | Kraj/Klub | Czas    |
| ---- | ---------------------------- | --------- | ------- |
| 2023 | Hilary Kiptum Maiyo          | Debrecen  | 0:29:04 |
| 2022 | Roman Adamovich              | Ukraina   | 0:29:39 |
| 2021 | Mykola Iukchymczuk           | Ukraina   | 0:29:53 |
| 2020 | Nie odbył się z powodu Covid |           |         |
| 2019 | Kazban Artem                 | Ukraina   | 0:29:50 |
| 2018 | Kowal Wasyl                  | Ukraina   | 0:29:48 |
| 2017 | Kazban Artem                 | Ukraina   | 0:30:02 |

#### Kobiety
| Rok  | Imię i nazwisko              | Kraj/Klub                       | Czas    |
| ---- | ---------------------------- | ------------------------------- | ------- |
| 2023 | Maryna Nemchenk              | Achilles Leszno (UKR)           | 0:33:29 |
| 2022 | Viktoria Kaliuzhna           | Achilles Leszno (UKR)           | 0:33:23 |
| 2021 | Katarzyna Jankowska          | KS Podlasie Białystok           | 0:32:49 |
| 2020 | Nie odbył się z powodu Covid |                                 |         |
| 2019 | Monika Andrzejczak           | MKL Szczecin (POL)              | 0:33:20 |
| 2018 | Monika Kaczmarek             | AZS Łódź (POL)                  | 0:34:55 |
| 2017 | Monika Andrzejczak           | 12 Batalion Dowodzenia Szczecin | 0:33:48 |

## Rekordy

### Mila Open
| Rok  | Płeć      | Imię i nazwisko      | Kraj/Klub         | Czas |
| ---- | --------- | -------------------- | ----------------- | ---- |
| 2008 | Kobiety   | Aleksandra Jakubczak | K.S. Agros Zamość | 4:45 |
| 2002 | Mężczyźni | Leszek Zblewski      | Remus Kościerzyna | 4:10 |

### Bieg na 10 km
| Rok  | Płeć      | Imię i nazwisko     | Kraj/Klub              | Czas    |
| ---- | --------- | ------------------- | ---------------------- | ------- |
| 2009 | Kobiety   | Karolina Jarzyńska  | K.S. Piętka katowice   | 32:42   |
| 2013 | Mężczyźni | Artur Kozłowski     | Asclepios Poltraf Team | 29:04   |
| 2023 | Mężczyźni | Hilary Kiptum Maiyo | Debrecen               | 0:29:04 |